# Andrés Velencoso Segura
Andrés Velencoso Segura (Ledaña, 11 de març de 1978) és un model i actor espanyol que es feu famós per les seves campanyes publicitàries per la fragància Chanel Allure Homme, fragància Sport i la campanya Louis Vuitton amb Jennifer Lopez el 2003.
El juny de 2009, Andrés Velencoso va arribar a la sisena posició de la llista Top Icons Men Models, juntament amb altres models com Mathis Lauridsen, Tyson Ballou i Mark Vanderloo. També es troba a la 16a posició a la llista 'The Money Guys juntament amb Oriol Elcacho i Jon Kortajarena.

## Vida personal
Velencoso va néixer a Ledaña (Conca), i als 15 anys es va mudar a Tossa de Mar (Girona).
És fill de Lucía Segura (qui va morir el 2002) i el seu pare és propietari d'un restaurant. Velencoso té dues germanes petites, Silvia i Sonia. Elles i el seu pare viuen a Tossa de Mar. Té tatuat el nom de la seva mare Lucía a la banda esquerra del pit.
Velencoso va mantenir una relació amb la cantant australiana Kylie Minogue, des de juliol de 2008, fins a octubre del 2013. Kylie ha realitzat múltiples declaracions afirmant que no pot oblidar-lo després de la ruptura.
Entre el 2014 i el 2015 va mantenir un festeig amb l'actriu espanyola Úrsula Corberó.
L'estiu del 2019 va començar una relació amb la presentadora Lara Álvarez, la qual va concloure cinc mesos més tard.
El setembre del 2020 començà una relació amb l'actriu i presentadora Paula Gómez.

## Carrera de model
Velencoso va iniciar la seva carrera de model abans de finalitzar secundària, signant un contracte amb Group Model Management, una agència espanyola de models. Però el començament de la seva carrera va estar ple de rebutjos, no semblava ser la imatge ideal que el mercat europeu demandava. Quan Velencoso va anar a Milà gairebé tots els agents pensaven que era també gran i feixuc.
La seva fortuna va canviar quan Natalie Kate, de l'agència novaiorquesa Q Model Management, li va obrir les portes el 2001, malgrat la seva incapacitat per parlar anglès. Kate el va iniciar sense experiència amb quatre nous Polaroids en el seu llibre i el va fer conèixer a gent. Una d'aquest persones va ser el fotògraf Matt Albiani, qui es va quedar encantat per l'Andrés per a una editorial que ell va estar treballant. L'endemà, l'Andrés va anar a una sessió de fotos a East Hampton, Nova York. Després de pocs dies a la ciutat, va cridar l'atenció d'algunes indústries de famosos fotògrafs, inclosos Michael Thompson i François Nars.
En aquella mateixa època va començar a fer-se viral per no portar les sabates lligades. El 2002, ell es va ocupar de la campanya d'anuncis de Banana Republic i un anys més tard fou una estrella en els anuncis de Louis Vuitton, al costat de Jennifer López. Va signar un contracte d'un perfum amb Chanel Allure Homme Sport i va començar a ser la cara de Loewe el 2004. Va publicar la seva primera caràtula de revista per Arena Homme + per a la temporada d'hivern del 2005 i va aparèixer en l'anunci televisiu de Jean Paul Gaultier, amb Gisele Bündchen i Diana Dondoe.
L'Andrés ha estat en les portades de moltes revistes de moda incloent l'Officiel Hommes, Hercules, Arena Homme +, i les edicions internacionals d'Elle, Vanity Fair i l'Officiel Homme. Des del seu debut, ha estat el rostre de moltes campanyes d'anuncis incloent Banana Republic, Louis Vuitton, H&M, Trussardi, Chanel, Ermenegildo Zegna, Loewe, Jean Paul Gaultier, Elie Tahari i Etro. A part de Thompson i Nars, va treballar amb fotògrafs aclamats com Terry Richardson, Karl Lagerfeld, Inez van Lamsweerde i Vinoodh Matadin. Va signar amb Wilhelmina a Nova York, MGM a París, 2pm Model Management a Copenhaguen, I LOVE Models a Milà i Donna Models a Tòquio. Va aparèixer en l'anunci de la nova fragància Inverse de Kylie Minogue. Velencoso va rebre el Premi Tossenc d'Honor a la seva ciutat natal Tossa de Mar el 14 de maig de 2010 a Girona.